# Risen 2: Dark Waters
Risen 2: Dark Waters je pokračování hry Risen, kterou vydalo studio Piranha Bytes v roce 2009. Hra měla původně vyjít v listopadu 2011, později však bylo vydání přesunuto na 27. dubna 2012.

## Příběh
Příběh byl zveřejněn jen částečně:

Děj hry Risen 2: Dark Waters se odehrává několik let po skončení prvního dílu. Bezejmenného hrdinu, kterému od prvního dílu narostly delší vlasy, trápí události z minulosti na ostrově Faranga. Proto posedává v přístavu jménem Caldera, která je posledním útočištěm inkvizice. Titáni ovládli svět a kromě nich povstaly i různé mořské příšery, které potápějí lodě všeho druhu. Náhodou je na ostrov, na kterém nyní žije, vyplavena Patty, jeho přítelkyně z ostrova Faranga. Kromě ní potká bývalého velitele stráží Carlose, na kterého jste mohli narazit v prvního díle v přístavním městě. Od něj zjistí, že otec Patty, pirát a kapitán Gregorius Emanuel Steelbeard, zná tajemství, díky kterému jeho loď zůstává nepotopena. Hrdina se ho společně s Patty pokusí nalézt a samozřejmě také zachránit svět.

## Novinky
Hra se v porovnání s předešlým dílem odlišuje:
- Grafika prostředí bude lépe vypočítávána[5]
- Osoby a monstra budou vypadat "realističtěji"[5]
- Pohyb bude reálnější, pomocí technologie motion capture[5]
- Dialogy budou propracovanější a úkoly "reálnější"[6]
- Zbroje budou rozděleny na menší části (rukavice atd.)[5]
- Děj se nebude odehrávat na ostrově Faranga, ale na mnoha jiných ostrovech (oddělených načítacími obrazovkami)[6]
- Luky a kuše budou nahrazeny pistolemi apod.[7]
- Magie bude fungovat jinak než v Risen 1[7]
- Hudbu bude tvořit Bastian Seelbach (Gothic 4: Arcania)[8]